# Sypniewo (powiat de Chodzież)
Pour les articles homonymes, voir Sypniewo.
Sypniewo (prononciation : [sɨpˈɲevɔ]) est un  village polonais de la gmina de Margonin dans le powiat de Chodzież de la voïvodie de Grande-Pologne dans le centre-ouest de la Pologne.
Il se situe à environ 4 km au sud de Margonin (siège de la gmina), 14 km au sud-est de Chodzież (siège du powiat), et à 61 km au nord de Poznań (capitale de la Grande-Pologne).

## Histoire
De 1975 à 1998, le village faisait partie du territoire de la voïvodie de Piła.

Depuis 1999, Sypniewo est situé dans la voïvodie de Grande-Pologne.